# Difendimi dalla notte
Difendimi dalla notte és una pel·lícula italiana del 1981 dirigida per Claudio Fragasso.

## Argument
Angelo, un jove missioner, decideix tornar a Roma, després de dotze anys d'absència, perquè sent que no pot seguir emprenent el camí eclesiàstic. Un cop arriba a casa, sent un fort impuls eròtic per la seva germana que s'ha convertit en dona. Mentrestant, esdeveniments assassins tenen lloc als carrers de la metròpoli.

## Repartiment
- Antonio Piovanelli: Angelo
- Leonora Fani: Michela, germana d'Angelo
- Saverio Marconi: Carlo, xicot de Michela
- Jean-Pierre Aumont: vell actor Giacomo Guerra
- Franca Stoppi: governant de Giacomo
- Fausto Lombardi: writer cec
- Marco Pazziani: el "Gesù"
- Andrea Aureli: taxista
- Susanna Forgione: noia que balla
- Francesco Piastra:
- Pierangelo Pozzato: Travestit

## Distribució
La pel·lícula no s'ha estrenat mai als cinemes; només va ser en programació a Filmstudio a Roma. Va ser llançat el 2012 en vídeo domèstic. Es va presentar al Festival Internacional de Cinema de Sant Sebastià 1981.